# 何苗
何苗（2世纪?—189年），字叔达。本朱氏子，故名为朱苗。何进的异父异母弟，汉灵帝皇后何氏同母兄（司馬彪《續汉书·五行一》被误载成同母弟），东汉时期政治人物。

## 生平
其父朱氏为舞阳君兴之前夫，生下朱苗，之后不知为何，兴改嫁何真（或为朱氏去世），当时何真已有何进一子，朱苗随母嫁入何家。之后兴又与何真生下两女，分别为灵思皇后和张让儿子之妻。何氏显贵后，朱苗亦冒姓何氏。
中平四年（187年），何苗为河南尹，因征讨荥阳贼有功，出任车骑将军并被封为济阳縣侯；期間招安平人樂隱為其長史，還有衛茲等不明任職者。
灵帝去世后，何进欲诛除宦官，何苗在宦官贿赂下，曾告诉何太后何进意图，劝阻何进诛宦官。何进被宦官杀，何进部将吴匡素怨何苗与何进不同心，又怀疑与宦官通谋，遂与董卓弟董旻将其攻杀于朱爵阙下，尸体被弃于苑中。
《世说新语·言语》注引《魏略》称曹魏玄学家何晏是“何进孙，或作何苗孙”。杨鉴生《何晏丛考》指出，何晏墓在庐江县北，而何进为南阳宛人，如何晏为其孙，不符合当时盛行的归葬习俗。而庐江有朱氏，可能是何苗的籍贯，如何晏为何苗孙，归葬庐江则顺理成章；其父（一说名何咸）亦应为何苗子，而非何进子。